# ويليام هنري ستون
ويليام هنري ستون (بالإنجليزية: William Henry Stone)‏ هو سياسي أمريكي، ولد في 7 نوفمبر 1828 في الولايات المتحدة، وتوفي في 9 يوليو 1901 في الولايات المتحدة. حزبياً، نشط في الحزب الديمقراطي. وقد انتخب عضو مجلس نواب ولاية ميسوري وانتخب عضو مجلس النواب الأمريكي.